# 12月のSnowry/ハートビート急上昇
「12月のSnowry/ハートビート急上昇」(じゅうにがつのスノーリィ/ハートビートきゅうじょうしょう)は、i☆Risの21枚目のシングル。2021年12月8日にDIVE II entertainmentから発売された。

## 概要
ユニット初の両A面シングル。「12月のSnowry」は前作「Summer Dude」のその後を描く続編的な切ない冬の失恋ソング曲になっている。 「ハートビート急上昇」はキュートで甘い冬のラブソングであり、2つの冬の恋を歌うシングルになっている。
CD+Blu-ray盤及びCD+DVD盤では「Voice Actor Card Collection EX VOL.02 i☆Ris『i☆Style』PRカード」が初回封入特典として封入されている。

## 収録曲

### 通常盤
1. 12月のSnowry[4:37]
作詞・作曲・編曲：ARAKI
2. ハートビート急上昇[4:22]
作詞：アッシュ井上、Cocoro.、作曲：アッシュ井上、編曲：大久保薫
3. 12月のSnowry (Instrumental)
4. ハートビート急上昇 (Instrumental)
5. 12月のSnowry (Off Main Vocal)
6. ハートビート急上昇 (Off Main Vocal)

CD+Blu-ray盤Blu-ray＆CD+DVD盤DVD
1. 12月のSnowry -Music Video-
2. ハートビート急上昇 -Music Video-
3. 12月のSnowry&ハートビート急上昇 -Off Shot Movie-
4. 12月のSnowry -Dance Practice Video-
5. ハートビート急上昇 -Dance Practice Video-